# Nationalisme slovène

Drapeau de la Slovénie.

Le nationalisme slovène est une forme de nationalisme qui affirme que les Slovènes sont une nation et favorise l'unité culturelle des Slovènes. Le nationalisme slovène émerge d'abord en réponse à l'afflux des idées nationalistes lors de la Révolution française, qui arrivent en Slovénie lorsque les forces françaises de Napoléon Bonaparte font du pays une partie des Provinces illyriennes de 1809 à 1813. Des nationalistes slovènes, comme Anton Korošec, soutiennent l'unification yougoslave pendant la Première Guerre mondiale comme moyen de libérer la Slovénie de la domination austro-hongroise.
Le 8 mai 1989, après la légalisation du pluralisme par le gouvernement réformiste dirigé par le Parti communiste, de nouveaux partis politiques publient la déclaration de Mai, exigeant la formation d'un État slovène souverain, démocratique et pluraliste. Un référendum sur l'indépendance vis-à-vis de la Yougoslavie a lieu le 26 décembre 1990, avec une majorité de Slovènes favorables à l'indépendance. La Slovénie déclare son indépendance le 25 juin 1991.
Après l'indépendance, les membres des groupes minoritaires – pour la plupart d'autres pays de l'ex-Yougoslavie – qui n'avaient pas fait de demande de résidence dans le nouveau pays voient leurs dossiers rayés, ce qui les amenènt à quitter le pays illégalement,.